# إستير جيريرو
إستير جيريرو بويغديفال (من مواليد 7 فبراير 1990) هي عداءة متوسطة المسافة إسبانية، تتخصص بشكل رئيسي في سباق 800 متر. فازت بميداليتين في سباق التتابع المختلط في بطولة أوروبا عبر الضواحي.
مثلّت غيريرو بلدها في دورة الألعاب الأولمبية الصيفية 2016 في ريو ودورة الألعاب الأولمبية الصيفية 2020 في طوكيو. هي حاملة الرقم القياسي الإسباني في سباق 2000 متر وسباق الميل الداخلي. كما فازت بعدة ألقاب وطنية.

## الإحصائيات

### أفضل الأوقات الشخصية
- 800 متر – 1:59.22 (الدوحة 2020)
- 800 متر داخلي – 2:01.13 (مدريد 2021)
- 1000 متر – 2:35.64 (بروكسل 2020)
- 1000 متر داخلي – 2:38.81 (برمنغهام 2022)
- 1500 متر – 4:02.41 (ستوكهولم 2021)
- 1500 متر داخلي – 4:04.86 (إسطنبول 2023)
- ميل واحد – 4:22.81 (بروكسل 2021)
- ميل واحد داخلي – 4:24.92 (بوسطن، ماساتشوستس 2023) – الرقم القياسي الإسباني
- 2000 متر – 5:41.30 (أولوت 2020) – الرقم القياسي الإسباني
- 3000 متر داخلي – 8:56.61 (مانشستر 2022

إستير غيريرو بويغديفال قد حققت العديد من الألقاب المحلية والدولية في رياضة ألعاب القوى. إليك تفاصيل بعض من إنجازاتها:

### الألقاب الوطنية
- بطولة إسبانيا لألعاب القوى
  - 800 متر: 2015، 2016، 2017، 2020
  - 1500 متر: 2019، 2020، 2021
- بطولة إسبانيا لألعاب القوى داخل الصالات
  - 800 متر: 2015، 2016، 2017، 2018
  - 1500 متر: 2019، 2020، 2021، 2023

### المشاركات الدولية
- 2007
  - بطولة العالم لألعاب القوى للشباب في أوسترافا، جمهورية التشيك: المركز 39 (800 متر) - 2:15.48
  - مهرجان الألعاب الأولمبية الأوروبية للشباب في بلغراد، صربيا: المركز 10 (800 متر) - 2:13.69
- 2009
  - بطولة أوروبا لألعاب القوى للشباب في نوفى ساد، صربيا: المركز 10 (800 متر) - 2:08.39
- 2015
  - بطولة العالم لألعاب القوى في بكين، الصين: المركز 36 (800 متر) - 2:02.64
- 2016
  - بطولة أوروبا لألعاب القوى في أمستردام، هولندا: المركز 7 (800 متر) - 2:01.62
  - دورة الألعاب الأولمبية الصيفية 2016 في ريو دي جانيرو، البرازيل: المركز 40 (800 متر) - 2:01.85
- 2017
  - بطولة أوروبا لألعاب القوى داخل الصالات في بلغراد، صربيا: المركز 6 (800 متر) - 2:03.09
  - بطولة العالم لألعاب القوى في لندن، المملكة المتحدة: المركز 27 (800 متر) - 2:02.22
  - بطولة أوروبا عبر الضواحي في سامورين، سلوفاكيا: المركز 3 في التتابع المختلط 4 × 1.5 كم - 18:26
- 2018
  - بطولة العالم لألعاب القوى داخل الصالات في برمنغهام، المملكة المتحدة: المركز 13 (800 متر) - 2:04.06
  - دورة ألعاب البحر الأبيض المتوسط في تاراغونا، إسبانيا: المركز 4 (800 متر) - 2:03.35
  - بطولة أوروبا عبر الضواحي في تيلبورغ، هولندا: المركز 1 في التتابع المختلط 4 × 1.5 كم - 16:10
  - بطولة أمريكا الإيبيرية لألعاب القوى في ترخويلو، بيرو: المركز 1 (800 متر) - 2:04.55
  - بطولة أمريكا الإيبيرية لألعاب القوى في ترخويلو، بيرو: المركز 3 في التتابع 4 × 400 متر - 3:38.32
- 2019
  - بطولة أوروبا لألعاب القوى داخل الصالات في غلاسكو، المملكة المتحدة: المركز 6 (800 متر) - 2:04.07
  - بطولة العالم لألعاب القوى عبر الضواحي في آرهوس، الدنمارك: المركز 6 في التتابع المختلط 4 × 2 كم - 27:47
  - بطولة العالم لألعاب القوى في الدوحة، قطر: المركز 19 (1500 متر) - 4:16.66
- 2021
  - بطولة أوروبا لألعاب القوى داخل الصالات في تورون، بولندا: المركز 5 (1500 متر) - 4:20.45
  - دورة الألعاب الأولمبية الصيفية 2020 في طوكيو، اليابان: المركز 26 (1500 متر) - 4:07.08

وما زالت غيريرو تشارك في البطولات العالمية وتحقق إنجازات هامة، مثل مشاركتها في بطولة أوروبا داخل الصالات لعام 2023 حيث حصلت على المركز 4 في سباق 1500 متر.